# YF-100
YF-100 (chinesisch 液体火箭发动机100号, Pinyin Yètǐ Huǒjiàn Fādòngjī Yībǎi Hào – „Flüssigkeitsraketentriebwerk 100“) ist eine Familie von mit der diergolen Treibstoffkombination Flüssigsauerstoff/Raketenkerosin nach dem Hauptstromverfahren arbeitenden Raketentriebwerken der chinesischen Akademie für Flüssigkeitsraketentriebwerkstechnik, der Führungsgesellschaft der China Aerospace Science and Technology Corporation für das Geschäftsfeld Flüssigkeitsraketentriebwerke.

## Geschichte
Die Ursprünge des YF-100 gehen zurück auf die Jahreshauptversammlung der Chinesischen Gesellschaft für Astronautik (中国宇航学会) im Spätsommer 1985, einem Berufsverband von Raumfahrtingenieuren. Dort hielt Zhang Guitian (张贵田, * 1931), Leiter der damaligen „Basis 067“ und Absolvent der Moskauer Staatlichen Luftfahrtinstituts, eine aufsehenerregende Rede, in der er darauf hinwies, dass mit der damals in China verwendeten Treibstoffkombination 1,1-Dimethylhydrazin/Distickstofftetroxid, die außerdem giftig war, keine wesentliche Leistungssteigerung der Langer-Marsch-Trägerraketen möglich war. Zhang forderte die schnellstmögliche Entwicklung von Triebwerken einer neuen Generation. Die Ingenieure auf der Versammlung stimmten ihm alle zu, der Plan fand jedoch beim damaligen Ministerium für Raumfahrtindustrie zunächst keine Unterstützung.
Dies änderte sich mit dem im März 1986 gestarteten „Nationalen Programm zur Entwicklung von Hochtechnologie“, nach dem Datum meist „Programm 863“ genannt. Dort waren sieben Fachbereiche von Interesse definiert, einer davon Raumfahrt. Für jeden Fachbereich gab es eine Expertenkommission, die Förderanträge zu prüfen und Projekte zu koordinieren hatte. Im Fachbereich Raumfahrt gab es die Sektion 863-204 (2. Fachbereich, 4. Sektion) – Raumtransportsysteme. In jener Sektion war neben der Entwicklung eines bemannten Raumschiffs (das Shenzhou-Programm) auch der Bau einer schweren Trägerrakete vorgesehen, die später unter dem Namen „Langer Marsch 5“ bekannt werden sollte. Für diese Rakete benötigte man die von Zhang Guitian geforderten neuen Triebwerke. Da die Entwicklung eines Triebwerks 5–10 Jahre vor der Entwicklung der Rakete zu beginnen hatte, unterzeichnete die Basis 067 schon bald einen Vertrag mit der Expertenkommission für Raumfahrt beim Programm 863. Darin war festgelegt, dass die Basis eine Machbarkeitsstudie zum Einsatz von mit Flüssigsauerstoff und Kohlenwasserstoffen arbeitenden Triebwerken für zu entwickelnde große Trägerraketen und wiederverwendbare Raumtransportsysteme erstellen sollte.
Bei den Kohlenwasserstoffen zog man vor allem drei in Erwägung: Propan, Methan und Raketenkerosin. Zwischen September 1986 und Oktober 1988 – im Juli 1988 war der Raumgleiter Tianjiao 1 nach dem Shenzhou-Raumschiff als zweitbester Entwurf aus einer Ausschreibung hervorgegangen – führte man auf der Basis 067 zehn Zünd- und Brennversuche durch, in deren Verlauf sich die Kombination Flüssigsauerstoff/Raketenkerosin als am geeignetsten erwies. In der Fachwelt gab es jedoch viele Bedenken. Damals verfügte allein die Sowjetunion mit dem RD-120 über ein derartiges Triebwerk. Viele Experten im In- und Ausland waren der Meinung, dass selbst wenn es gelänge, ein mit Flüssigsauerstoff/Raketenkerosin nach dem Hauptstromverfahren arbeitendes Triebwerk zu konstruieren, China beim damaligen Stand seiner technischen Entwicklung nicht dazu in der Lage wäre, es herzustellen. Die Ingenieure der Basis 067 sahen jedoch mehrere Vorteile eines solchen Triebwerks, die weitere Forschung und Entwicklung rechtfertigten:

Hauptstromverfahren

1. eine große Schubkraft, die dreimal so hoch lag wie bei den bisherigen Triebwerken
2. die Treibstoffkomponenten waren nicht toxisch, leicht zu lagern und zu transportieren
3. die Treibstoffkosten lagen um 60 % niedriger als bei der Kombination 1,1-Dimethylhydrazin/Distickstofftetroxid
4. die Zuverlässigkeit
5. die Wiederverwendbarkeit

Im August 1990 stellte die Basis 067 beim nunmehrigen Ministerium für Luft- und Raumfahrtindustrie einen Antrag auf Genehmigung von Entwicklung und Herstellung eines Flüssigsauerstoff-Raketenkerosin-Hauptstromtriebwerks, dem am 2. Februar 1991 stattgegeben wurde. Beim Hauptstromverfahren wird das Kerosin mit einem Teil des Sauerstoffs zunächst in einer kleinen Brennkammer, dem sogenannten „Vorbrenner“, teilweise verbrannt, wodurch ein Heißgasstrom entsteht, der noch große Überschussmengen von nicht umgesetztem Kerosin enthält, das zunächst die Antriebsturbine für die Treibstoffpumpen antreibt, bevor es mit dem Rest des Sauerstoffs in der Hauptbrennkammer verbrannt wird. Dabei wird ein größerer Teil des Kerosins in Energie umgesetzt als bei anderen Verfahren – beim YF-100 gut 98 % – das Triebwerk ist jedoch komplizierter aufgebaut und es treten höhere Drücke auf – in der Turbopumpe des YF-100 bis zu 49 MPa. Daher mussten zunächst neue Materialien sowie Methoden, um diese zu bearbeiten entwickelt werden. Ein weiteres Problem war, dass sich das Sauerstoff-Kerosin-Gemisch nicht von allein entzündete und man ein Zündsystem für das Triebwerk entwickeln musste, außerdem Systeme, um das Mischungsverhältnis und die Schubkraft in einem großen Bereich zu regeln.
Ab 1994 kontaktierte die Basis 067 Firmen im ganzen Land, die sie bei der Entwicklung der gut 50 benötigten Materialien unterstützen sollten. In der Fabrik 7103 der Basis (heute „Xi’aner Fabrik für Raumfahrttriebwerke“), die für die Herstellung des Triebwerks zuständig war, wurden ab 1995 die entsprechenden Bearbeitungstechniken entwickelt: Schweißen, Funkenerodieren, Feingießen, Oberflächenbehandlung. Zeitweise waren bis zu 80 % der Facharbeiter in der Fabrik mit dem Projekt befasst.
1995 übernahm die Kommission für Wissenschaft, Technik und Industrie für Landesverteidigung die Koordinierung bei der Entwicklung von Trägerrakete und Triebwerk.
Die Vorarbeiten schritten nun schneller voran. Am 6. Februar 1999 gelang erstmals ein Test, bei dem im Vorbrenner erzeugtes Heißgas die Treibstoffpumpe antrieb, zunächst mit nur 70 % Leistung. Bei einem ersten Test mit Vollbelastung am 30. Juli 1999 geriet der Versuchsaufbau in Brand, ein zweiter Volllast-Test am 12. Dezember 1999 gelang jedoch. Daraufhin erteilte der Staatsrat der Volksrepublik China am 2. Juni 2000 die Genehmigung zum Beginn der eigentlichen Entwicklungsarbeiten, das Triebwerk, das eine Schubkraft von 1200 kN auf Meereshöhe erzeugen sollte, erhielt offiziell den Namen „YF-100“.

## YF-100
Am 15. April 2001 hatte die Fabrik 7103 das erste vollständige Exemplar des YF-100 fertiggestellt. Die folgenden Tests waren jedoch ernüchternd. Von den ersten vier hergestellten Triebwerken explodierten zwei auf dem Prüfstand, zwei gerieten in Brand. Es dauerte fast ein halbes Jahr, bis die Ingenieure die Ursache für die Fehlfunktion gefunden hatten. Mittels Computersimulation erarbeiteten sie eine verbesserte Zündsequenz für das Triebwerk.
Der fünfte Test am 16. Mai 2002 verlief dann einwandfrei. Auch bei den folgenden, mehr als 30 Tests kam es mehrheitlich nicht zu Fehlfunktionen.
Am 30. Oktober 2005 fand auf dem Prüfstand für auslenkbare Triebwerke des Xi’aner Prüfinstituts für Raumfahrtantriebe in Fengzhou (unweit der alten Basis 067) der erste, 300 Sekunden dauernde Langzeittest eines Prototyps statt. Die für den regulären Einsatz bei Raketenstarts geplante Brennzeit von 173 Sekunden wurde damit deutlich überschritten. Bei dem Test waren Zhang Yunchuan (张云川, * 1946), der Leiter der Kommission für Wissenschaft, Technik und Industrie für Landesverteidigung, sowie Chen Deming (陈德铭, * 1949), Gouverneur der Provinz Shaanxi, und weitere Prominenz anwesend.
Nachdem man insgesamt 61 Exemplare des Triebwerks hergestellt und auf die verschiedensten Arten getestet hatte, wurde das YF-100 am 28. Mai 2012 von der Nationalen Behörde für Wissenschaft, Technik und Industrie in der Landesverteidigung abgenommen.
Anders als andere Triebwerke der Firma besitzt das YF-100 nur eine Turbine, die über eine gemeinsame Achse sowohl die Sauerstoff- als auch die Kerosinpumpe antreibt; die Regelung des Mischungsverhältnisses von Kerosin zu Sauerstoff (1 zu 2,6 ±10 %) erfolgt einzig über Ventile. Die Düse des YF-100 hat am unteren Rand einen Durchmesser von etwa 1,4 m, auf Meereshöhe erzeugt das Triebwerk eine Schubkraft von 1188 kN. Von der Basisversion des YF-100 gibt es drei Varianten, die sich durch die Art unterscheiden, wie die Richtung des Schubkraftvektors gesteuert wird:
- YF-100 (STVC): Triebwerk ±6° schwenkbar um eine Achse.[10] Verwendet bei den Boostern von Langer Marsch 5, Langer Marsch 7 und Langer Marsch 8.
- YF-100 (DTVC): Triebwerk ±6° schwenkbar um beide Achsen. Es werden immer zwei Triebwerke zusammen eingesetzt. Verwendet bei der 1. Stufe von Langer Marsch 7, Langer Marsch 8 und Langer Marsch 6A.
- YF-100 (GBI): Triebwerk nicht schwenkbar, Steuerung durch zwei mit einem Teil des Heißgases aus dem Vorbrenner betriebene Lageregelungsdüsen. Verwendung bei der 1. Stufe von Langer Marsch 6.[11][12]

Am 23. Juni 2014 wurde das erste für einen Raumflug vorgesehene Triebwerk – ein YF-100 (GBI) – auf dem Prüfstand auf seine handwerkliche Verarbeitung getestet. Beim Erstflug der Trägerrakete Langer Marsch 6 am 19. September 2015  arbeitete das Triebwerk dann auch einwandfrei.

## YF-100K

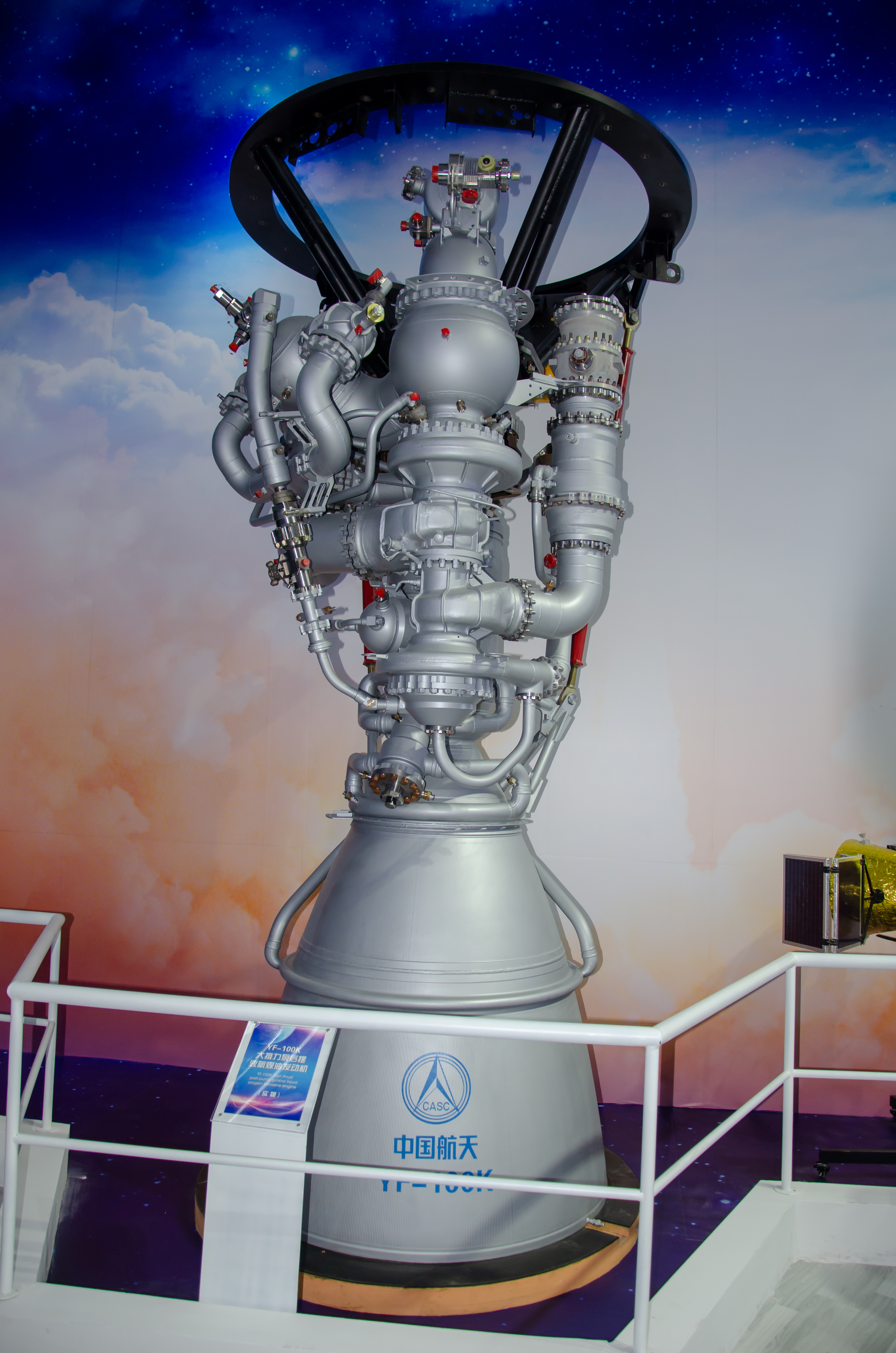
YF-100K

Im Jahr 2017 begann die Chinesische Akademie für Trägerraketentechnologie mit den Vorplanungen für eine neue Trägerrakete, später bekannt als „Langer Marsch 10“, die unter anderem bei bemannten Mondlandungen zum Einsatz kommen sollte.
Bereits im Sommer 2015 hatte man bei der Akademie für Flüssigkeitsraketentriebwerkstechnik mit der Arbeit an einer verbesserten Version des YF-100 begonnen.
Der wichtigste Unterschied zur Basisversion bestand darin, dass das ab 2018 unter der Bezeichnung „YF-100K“ bekannte Triebwerk nicht mehr als Ganzes geschwenkt werden musste, um die Richtung des Schubkraftvektors zu ändern, sondern dass der oder die Hydraulikzylinder – wie bei der Basisversion gibt es zwei Varianten mit Schwenkbarkeit um eine (YF-100K/L) oder um beide Achsen – am oberen Rand der Düse ansetzt und nur diese mit der fest daran montierten Brennkammer um ±8° aus der Vertikalen auslenkt, während Vorbrenner und Pumpeneinheit mit der Rakete verbunden sind. Dies war technisch sehr anspruchsvoll – es mussten hitze- und druckbeständige Wellrohr-Kompensatoren entwickelt werden – zusammen mit einer Reduzierung des Düsenflächenverhältnisses (Düsenendquerschnitt/Düsenhalsquerschnitt) von 48 auf 35 bot es aber eine Reihe von Vorteilen:
- das Verhältnis von Schubkraft zu Eigengewicht des Triebwerks verbessert sich von 63,7 auf 70,1 (das YF-100K ist mit 1820 kg um genau 100 kg leichter als das YF-100, zusammen mit der einfacheren Hydraulik ergibt sich eine gesamte Gewichtsersparnis von rund 300 kg)[18][19]
- die Schubkraft erhöht sich um mehr als 60 kN[10]
- die zu bewegende Ruhemasse ist stark reduziert, was die Präzision der Bewegungsführung erhöht
- das Triebwerk ist bei mehrmaliger Verwendung einfacher zu warten
- das Triebwerk wird schlanker; in der 1. Stufe der CZ-10 mit 5 m Durchmesser können sieben YF-100K statt vier YF-100 untergebracht werden[1]

Neben der anderen Lösung bei der Auslenkung wurde beim YF-100K der Regelbereich der Schubkraft (im Normalfall 1250 kN auf Meereshöhe) von 65 % bis 100 % beim YF-100 auf 65 % bis 105 % vergrößert und die Regelungsgeschwindigkeit erhöht.
Am 2. Juni 2017 absolvierte das YF-100K auf dem Prüfstand der Firma in den Bergen südlich von Xi’an erstmals einen Probelauf des gesamten Triebwerks, der erfolgreich verlief.
Im Januar 2019 erfolgte ein Test, bei dem das Triebwerk für 300 Sekunden lief. Im Juni 2022 hatte man 13 Exemplare des Triebwerks fertiggestellt, die bei insgesamt mehr als 30 Tests auf dem Prüfstand zusammen mehr als 10.000 Sekunden gelaufen waren. Sieben Exemplare wurden an die Akademie für Trägerraketentechnologie ausgeliefert, die sie in einen Prototyp der ersten Stufe der CZ-10 einbaute. Im Juli 2022 führte das Forschungsinstitut für Umfelder mit starker Materialbeanspruchung, auch bekannt als „Institut 702“, einen Test durch, bei dem die Raketenstufe fixiert war und alle sieben Triebwerke gezündet wurden. Dabei wurde die für diese Rakete neu entwickelte kombinierte Kraftübertragung auf tragende Struktur und Tankboden erfolgreich getestet.

## YF-100M
Im Jahr 2017 begann man in der Fabrik 1703 mit der Entwicklung einer Vakuumversion des YF-100K, das YF-100M für die zweite Stufe der Changzheng 10. Dabei wurde die Düse stark vergrößert: Länge und Durchmesser wurden fast verdoppelt, sodass sich ein Düsenflächenverhältnis von 90 ergab. Zur Gewichtsersparnis wurde die Düse aus einer Titanlegierung hergestellt. Eines der Probleme hierbei war die Verbindung der Titandüse mit der aus einem bewährten Kupfer-Stahl-Verbundwerkstoff hergestellten Brennkammer. Die Ingenieure benötigten hierfür fünf Jahre. Am 17. April 2022 lief ein Prototyp des YF-100M erstmals für 10 Sekunden auf dem Prüfstand in Fengzhou. Damit wurde die Machbarkeit der Titanbauweise bewiesen, außerdem wurde bei dieser Gelegenheit auch der Zündvorgang erprobt.
Ein Dauertest über 5 Minuten Laufzeit, also etwas länger, als das Triebwerk bei der Rakete in Betrieb wäre, fand am 23. Oktober 2022 statt.
Am 10. Dezember 2022 war ein Exemplar des YF-100M bei vier Tests insgesamt 35 Minuten gelaufen, achtmal so lange, als es bei einer realen Mission nötig wäre.
Das YF-100M ist in beide Richtungen schwenkbar, es soll einen Vakuumschub von 1432 kN erzeugen.

## YF-115
Im Jahr 2002 hatte man mit den Vorplanungen für eine kleinere Vakuumversion des YF-100 begonnen, die bei den zweiten Stufen der damals in Entwicklung befindlichen Trägerraketen vom Typ Langer Marsch 6 und Langer Marsch 7 zum Einsatz kommen sollte. Man dachte dabei zunächst an eine Schubkraft von 150 kN. 2006 war ein erstes Triebwerk fertiggestellt und absolvierte auf dem Prüfstand einen erfolgreichen Test. An sich wären die Entwicklungsarbeiten 2007, fünf Jahre nach dem Beginn, abgeschlossen gewesen. 2008 entschloss man sich jedoch, die Schubkraft auf 180 kN zu erhöhen. Ein erster Prototyp der überarbeiteten Version wurde 2012 getestet, im Juli 2013 begann die Auslieferung an die Raketenhersteller: Shanghaier Akademie für Raumfahrttechnologie für die CZ-6, Chinesische Akademie für Trägerraketentechnologie für die CZ-7.
Das Triebwerk erzeugte nun einen Vakuumschub von 182 kN, sein erster Einsatz erfolgte am 19. September 2015 beim erfolgreichen Erstflug der CZ-6. Das YF-115 gibt es in zwei Versionen: unbeweglich oder um zwei Achsen schwenkbar. Bei der zweiten Stufe der CZ-7 sind zwei der vier Triebwerke schwenkbar, zwei sind fest montiert.

## Technische Daten
|                                    | YF-100                | YF-100K    | YF-100M    | YF-115     |
| ---------------------------------- | --------------------- | ---------- | ---------- | ---------- |
| Startschub                         | 1188 kN               | 1250 kN    | –          | –          |
| Vakuumschub                        | 1329 kN               | 1397 kN    | 1432 kN    | 182 kN     |
| Spezifischer Impuls auf Meereshöhe | 2942 m·s−1            | 2958 m·s−1 | –          | –          |
| Spezifischer Impuls im Vakuum      | 3290 m·s−1            | 3316 m·s−1 | 3334 m·s−1 | 3349 m·s−1 |
| Brennkammerdruck                   | 17,7 MPa              | 18,0 MPa   | 18,0 MPa   | 12,0 MPa   |
| Mischungsverhältnis                | 2,6                   | 2,6        | 2,6        | 2,5        |
| Düsenflächenverhältnis             | 48                    | 35         | 90         | 88         |
| Rakete                             | CZ-5, CZ-6 CZ-7, CZ-8 | CZ-10      | CZ-10      | CZ-6, CZ-7 |

## Wiederverwendbarkeit
Bei der Konstruktion des YF-100 und seiner Ableitungen hatte man von Anfang an auf Wiederverwendbarkeit geachtet. So sind zum Beispiel alle Ventile, egal ob pneumatisch, elektrisch oder hydraulisch, dafür ausgelegt, mehrfach betätigt zu werden. Dabei hatte man zunächst nicht so sehr wiederverwendbare Raumflugkörper im Sinn – obwohl das auch angedacht war – sondern vor allem eine Kostendämpfung bei den Entwicklungsarbeiten auf dem Prüfstand. Ein Triebwerk vom Typ YF-100 kann für acht Tests verwendet werden, ohne ausgebaut und gewartet werden zu müssen. Dadurch ist es auch möglich, jedes Exemplar eines Triebwerks auf dem Prüfstand auf seine handwerkliche Verarbeitung zu testen, bevor es an die Raketenhersteller ausgeliefert wird.
Als Zündmittel wird bei der Basisversion des YF-100 Triethylamin-Triethylboran (TEA-TEB) verwendet, wobei sich die beiden Komponenten in einem Päckchen aus dünnem Aluminiumblech befinden, das bei der Zündung perforiert wird. Für jede Zündung muss ein neuer Zünder verwendet werden; eine Wiederzündung während des Flugs ist bei dieser Version nicht möglich.
Daher verwendet man bei einer in Entwicklung befindlichen Version des YF-100, dem YF-100N, das einen Startschub von 1275 kN besitzt und bei den wiederverwendbaren Erststufen der Changzheng 8R sowie dem Wiederverwendbaren Raumtransportsystem zum Einsatz kommen soll, zwei separate Zünder. Am 12. Mai 2023 wurde die zweimalige Zündung eines YF-100N auf dem neuen Prüfstand 1201 der Firma bei Tongchuan erstmals erfolgreich getestet.
Bei Bedarf können bei diesem Triebwerk noch weitere Zünder angebracht werden, um die Raketenstufe beim Abstieg direkt zum Startplatz zurückzulenken. Abgesehen von den zwei oder mehr Zündern, die vor jedem Einsatz neu angebracht werden müssen, ist das Triebwerk, was die Qualität der einzelnen Komponenten betrifft, auf eine zehnmalige Wiederverwendbarkeit ausgelegt.
Vor allem im Hinblick auf die Changzheng 10 hatte man von Anfang an auf einen großen Regelbereich des Triebwerks geachtet. Dadurch ist es möglich, die plötzliche Beschleunigungsänderung beim Abtrennen von Raketenstufen auszugleichen und die körperliche Belastung für die Raumfahrer zu reduzieren. Man hofft, so auch weniger sportliche Wissenschaftler ins All bringen zu können, eines Tages vielleicht sogar Weltraumtouristen. Die Möglichkeit, das Triebwerk bis auf 65 % Schubkraft drosseln zu können, ist aber auch eine unabdingbare Voraussetzung für senkrecht landende Raketenstufen.
Das YF-100N ist wie das YF-100K so konstruiert, dass nur die Brennkammer mit der daran befestigten Düse geschwenkt wird. Dadurch wird das Triebwerk genauso schlank und es ist möglich, in einer Raketenstufe von 5 m Durchmesser wie bei der CZ-10 ebenfalls sieben Triebwerke unterzubringen.
Eines der Probleme bei senkrecht landenden Raketenstufen ist, dass die Triebwerke relativ kurz nach dem Abschalten erneut gezündet werden müssen, während auf der anderen Seite durch die Verwendung von Flüssigsauerstoff als Oxidator, der einen Siedepunkt von −183 °C besitzt, manche Teile des Triebwerks vorgekühlt werden müssen. Ein weiteres Problem ist die Luftströmung, die bei einer senkrechten Landung die Triebwerksflammen zurück in Richtung Düse drückt. Wegen dieser Luftströmung müssen auch die empfindlicheren Triebwerksteile in geschlossener Bauweise ausgeführt werden. Beim YF-100N wird der Treibstoff vor der erneuten Zündung mit hohem Druck in die Brennkammer geleitet, auch das Problem mit der Vorkühlung des Sauerstoffsystems konnte gelöst werden. Am 26. November 2022 gelang auf dem Prüfstand erstmals eine zweimalige Zündung jener Version unter Betriebsbedingungen, und bis Mitte Januar 2023 hatte man dasselbe Triebwerk bei insgesamt vier Tests jeweils zweimal gezündet.
Beim Wiederverwendbaren Raumtransportsystem der Chinesische Akademie für Trägerraketentechnologie werden alle diese Probleme vermieden. Dort startet man zwar senkrecht wie eine Rakete, beide Stufen landen aber antriebslos und waagrecht wie ein Segelflugzeug – eine erneute Zündung der Triebwerke ist nicht nötig. Bei einem verkleinerten Modell des Suborbitalgleiters, der später die Orbitalstufe bis zur Kármán-Linie tragen soll, wurde für einen Testflug am 26. August 2022 das gleiche, mit einem YF-100 ausgerüstete Exemplar verwendet wie ein Jahr vorher. Aus Sicherheitsgründen hatte man vor jenem Test das Triebwerk jedoch ausgebaut, gründlich überprüft und dann wieder eingebaut. Ein prinzipielles Problem bei mit Kerosin betriebenen Triebwerken ist die Verrußung. Bis Januar 2023 hatte das Xi’aner Forschungsinstitut für Raumfahrtantriebe der Akademie für Flüssigkeitsraketentriebwerkstechnik jedoch ein Gerät entwickelt, das ein Triebwerk vom Typ YF-100N vollautomatisch reinigen konnte.